# 幽灵鱼龙属
幽灵鱼龙属（学名：Phantomosaurus）是鱼龙目已灭绝的一个属，生存于中三叠世晚安尼期，化石发现于德国南部，由桑德于1956年从上壳灰岩统岩层中发现，并于1997年命名为萨斯特鱼龙的一个种。
迈施与马茨凯于2005年对脑壳进行了研究，发现该属脑壳形态而言在所有已知鱼龙类中是独一无二的。尽管和许多其它鱼龙近缘，尤其是杯椎鱼龙，但幽灵鱼龙貌似有着非常原始、较其它鱼龙而言更类似其它双孔亚纲的脑壳。